# Wereldbeker veldrijden 1993-1994
Het allereerste  Wereldbekerseizoen werd gereden in 1993-1994. De winnaar werd Paul Herygers. Het seizoen begon in het Zwitserse Eschenbach op 16 oktober en eindigde op 16 januari in het Franse Saint-Herblain. Het eerste seizoen telde 5 crossen.
De wereldbeker bestond uit de volgende categorie:
- Mannen elite

## Mannen elite

### Kalender en podia
| Datum      | Locatie             | Eerste            | Tweede             | Derde               |
| ---------- | ------------------- | ----------------- | ------------------ | ------------------- |
| 03/10/1993 | Eschenbach          | Paul Herygers     | Daniele Pontoni    | Beat Breu           |
| 17/11/1993 | Eindhoven           | Paul Herygers     | Radomír Šimůnek    | Richard Groenendaal |
| 12/12/1993 | Igorre              | Paul Herygers     | Danny De Bie       | Adrie van der Poel  |
| 29/12/1993 | Azencross, Loenhout | Marc Janssens     | Adrie van der Poel | Paul Herygers       |
| 16/01/1994 | Saint-Herblain      | Dominique Arnould | Emmanuel Magnien   | Daniele Pontoni     |

### Eindklassement
| Pos. | Renner               | Punten |
| ---- | -------------------- | ------ |
| 1    | Paul Herygers        | 73     |
| 2    | Danny De Bie         | 50     |
| 3    | Marc Janssens        | 48     |
| 4    | Adrie van der Poel   | 38     |
| 5    | Dominique Arnould    | 38     |
| 6    | Peter Van Den Abeele | 34     |
| 7    | Beat Wabel           | 29     |
| 8    | Richard Groenendaal  | 28     |
| 9    | Daniele Pontoni      | 28     |
| 10   | Karl Kaelin          | 21     |

### Uitslagen
| #  | Naam                 | Tijd     |
| -- | -------------------- | -------- |
| 1  | Paul Herygers        | onbekend |
| 2  | Daniele Pontoni      |          |
| 3  | Beat Breu            |          |
| 4  | Danny De Bie         |          |
| 5  | Beat Wabel           |          |
| 6  | Karl Kaelin          |          |
| 7  | Pavel Camrda         |          |
| 8  | Peter Van Den Abeele |          |
| 9  | Jiri Pospisil        |          |
| 10 | Marc Janssens        |          |

| #  | Naam                 | Tijd     |
| -- | -------------------- | -------- |
| 1  | Paul Herygers        | onbekend |
| 2  | Radomír Šimůnek      |          |
| 3  | Richard Groenendaal  |          |
| 4  | Danny De Bie         |          |
| 5  | Marc Janssens        |          |
| 6  | Pavel Elsnic         |          |
| 7  | Frank Van Bakel      |          |
| 8  | Peter Van Den Abeele |          |
| 9  | Paul De Brauwer      |          |
| 10 | Karl Kaelin          |          |

| #  | Naam                 | Tijd     |
| -- | -------------------- | -------- |
| 1  | Paul Herygers        | onbekend |
| 2  | Danny De Bie         |          |
| 3  | Adrie van der Poel   |          |
| 4  | Peter Van Den Abeele |          |
| 5  | Marc Janssens        |          |
| 6  | Richard Groenendaal  |          |
| 7  | David Pagnier        |          |
| 8  | Huub Kools           |          |
| 9  | Peter Van Santvliet  |          |
| 10 | Jérôme Chiotti       |          |

| #  | Naam                | Tijd     |
| -- | ------------------- | -------- |
| 1  | Marc Janssens       | onbekend |
| 2  | Adrie van der Poel  |          |
| 3  | Paul Herygers       |          |
| 4  | Peter Van Santvliet |          |
| 5  | Danny De Bie        |          |
| 6  | Dominique Arnould   |          |
| 7  | Henk Baars          |          |
| 8  | Erwin Vervecken     |          |
| 9  | Mike Kluge          |          |
| 10 | Wim de Vos          |          |

| #  | Naam                 | Tijd     |
| -- | -------------------- | -------- |
| 1  | Dominique Arnould    | onbekend |
| 2  | Emmanuel Magnien     |          |
| 3  | Daniele Pontoni      |          |
| 4  | Cyrille Bonnand      |          |
| 5  | Andreas Buesser      |          |
| 6  | Adrie van der Poel   |          |
| 7  | Beat Wabel           |          |
| 8  | Roland Schaetti      |          |
| 9  | Patrice Halgand      |          |
| 10 | Peter Van Den Abeele |          |

Kampioenschappen:  Wereldkampioenschappen · 
 Belgische kampioenschappen · 
 Nederlandse kampioenschappen
Klassementen:  Wereldbeker · 
 Superprestige · 
 GvA Trofee · 
 Challenge national
1993-1994 · 1994-1995 · 1995-1996 · 1996-1997 · 1997-1998 · 1998-1999 · 1999-2000 · 2000-2001 · 2001-2002 · 2002-2003 · 2003-2004 · 2004-2005 · 2005-2006 · 2006-2007 · 2007-2008 · 2008-2009 · 2009-2010 · 2010-2011 · 2011-2012 · 2012-2013 · 2013-2014 · 2014-2015 · 2015-2016 · 2016-2017 · 2017-2018 · 2018-2019 · 2019-2020 · 2020-2021 · 2021-2022 · 2022-2023 · 2023-2024 · 2024-2025